# Heinrich Wieland (Politiker)
Heinrich („Heinz“) Robert Wieland (* 19. September 1907 in Mannheim; † 5. Juni 1980 in Ost-Berlin) war Teil des Widerstands gegen den Nationalsozialismus, Spanienkämpfer und deutscher KPD- und SED-Funktionär.

## Leben
Sein Vater war Hafenarbeiter und seine Mutter war als Büglerin und Fabrikarbeiterin tätig. Heinrich Wieland selbst besuchte die Volksschule und absolvierte von 1922 bis 1926 die Ausbildung als Former bei der Firma Daimler-Benz in Mannheim, wo er bis 1929 arbeitete. Auch engagierte sich Wieland während seiner beruflichen Tätigkeit beim Deutschen Metallarbeiterverband (DMV).

### KPD und Widerstand
Im Jahr 1931 wurde Heinrich Wieland Mitglied der Kommunistischen Partei Deutschlands (KPD), des Roten Frontkämpferbundes (RFB) und der Roten Hilfe Deutschlands. Aufgrund seiner Mitgliedschaft beim RFB befand er sich 1933, nach der „Machtergreifung“, dem Beginn der NS-Diktatur von Mai bis Juli 1933 in „Schutzhaft“.
Nach seiner Freilassung verteilte Heinrich Wieland zusammen mit Karl Liesecke und Gustav Müller Anti-Nazi-Flugblätter. Im Oktober 1933 wurde er erneut verhaftet und blieb bis Dezember 1933 im Gefängnis. Im Februar 1934 wurde das Verfahren mangels Beweisen eingestellt. Zwischen 1934 und 1936 war Wieland illegal für die KPD-Bezirksleitung Baden tätig. Von 1934 bis 1936 war Wieland als illegaler, politischer Arbeiter in der KPD-Bezirksleitung Baden tätig.

### Spanienkämpfer, Zeit in der Sowjetunion
Auf Beschluss der Partei emigrierte Heinz Wieland im Mai 1936 nach Frankreich (Metz) und im September/Oktober über Paris weiter nach Spanien. Dort wurde er Politkommissar der 2. Kompanie der XI. Internationalen Brigade in Albacete. In der Folge wurde er Hauptmann der Bataillone „Hans Beimler“ und „Ernst Thälmann“. Im Januar 1937 wurde Wieland verwundet und besuchte anschließend drei Monate eine Schule für Offiziere in Spanien. In der Zeit als Spanienkämpfer wurde er insgesamt noch zweimal verwundet.
Im August 1938 wurde er als Verwundeter nach Paris evakuiert und reiste im Mai 1939 in die Sowjetunion, wo er sich in verschiedenen medizinischen Einrichtungen aufhielt. 1941 heiratete er in Moskau Käthe Niederkirchner. Mit Deba Raschkess, die er im Spezialsanatorium in Peredelkino bei Moskau kennenlernte, wurde er nach dem deutschen Überfall auf die Sowjetunion nach Osch (Kirgisische SSR) evakuiert und lebte dort in einem Invalidenheim. Mit ihr ging er eine Partnerschaft ein und heiratete sie dann schließlich. Im Jahr 1941 bis 1943 war Wieland Politinstrukteur des NKWD unter deutschen Kriegsgefangenen. 1945 besuchte er eine Schulung in der KPD-Schule „Objekt 12“ in Moskau.

### Rückkehr nach Deutschland, Verlauf der Karriere

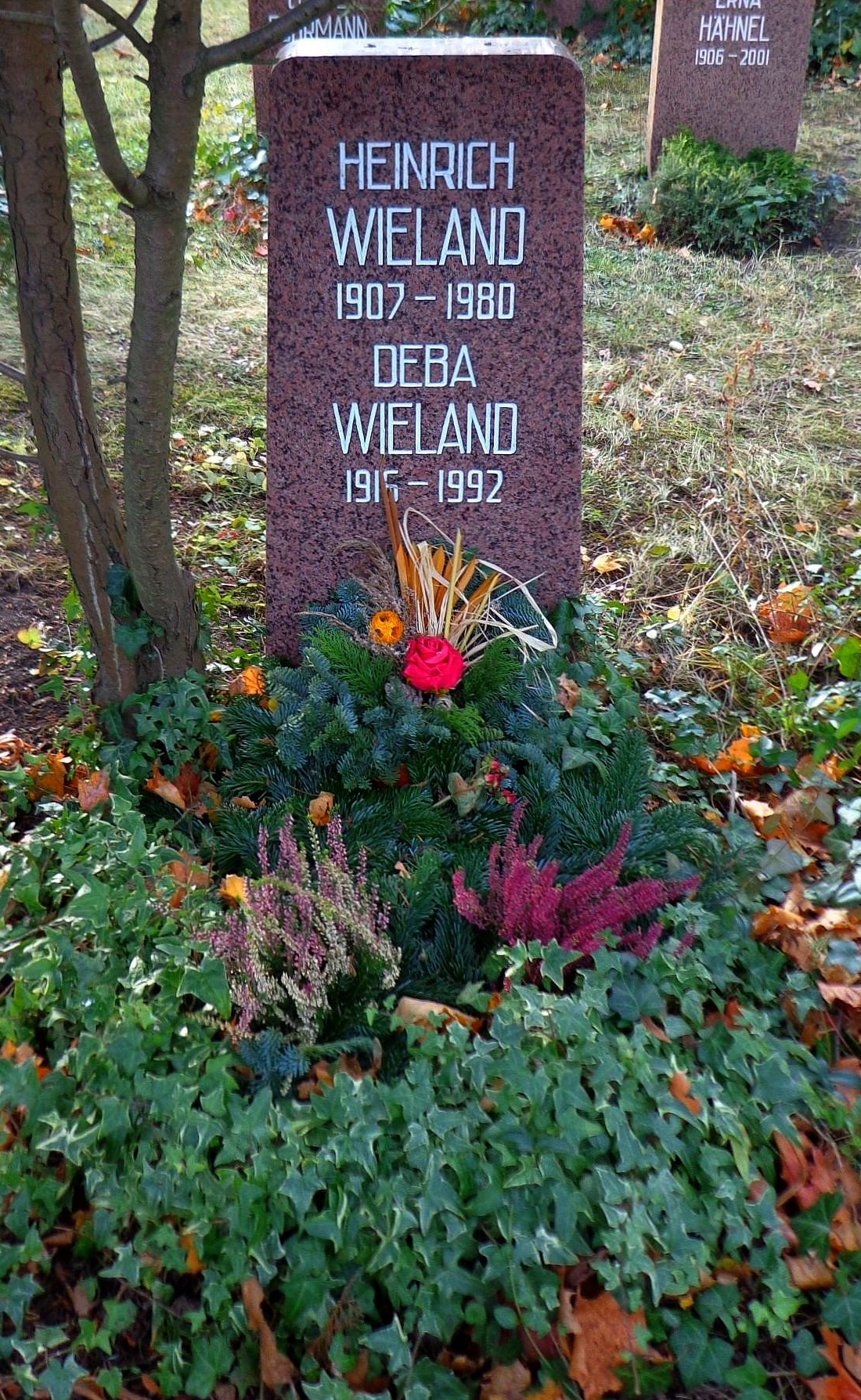
Grabstätte

Im Januar 1946 kehrte Wieland nach Deutschland zurück, wo er zunächst als Mitarbeiter des ZK-Apparats der KPD in der Abteilung „Organisation-Instrukteure“ tätig war. Anschließend arbeitete er im Jahr 1947 als Referent der Abteilung „Presse-Rundfunk-Information“ des Zentralsekretariats der SED. Ab Februar 1952 war Heinrich Wieland Leiter des Sektors II(Registrierung leitender Kader/Nomenklatur) der Abteilung „Kader“ des ZK der SED und anschließend Sektorenleiter für leitende Parteikader der Abteilung „Leitende Organe, Parteien und Massenorganisationen“ beim ZK der SED.
Heinrich Wieland war außerdem ab dem Jahr 1951 Mitglied der zentralen Kommission zur Überprüfung der Parteimitglieder und Kandidaten. Von 1952 bis 1968 leitete er stellvertretend die zentrale Kaderregistratur sowie von 1957 bis 1976 die Abteilung für Kaderfragen des ZK der SED. Ab 1968 war Wieland als Nachfolger von Fritz Geißler, auch zuständig für die Betreuung der ZK-Mitglieder.
Von 1962 bis 1976 war Wieland auch Mitglied des Redaktionskollegiums der Zeitschrift Neuer Weg. Im Jahr 1969/70 besuchte er einen Lehrgang für den leitenden Parteikader.
Er starb 1980. Seine Urne wurde in der Grabanlage Pergolenweg des Berliner Zentralfriedhofs Friedrichsfelde beigesetzt.

## Auszeichnungen
- Karl-Marx-Orden (1965)
- Medaille für eure und unsere Freiheit der Volksrepublik Polen (1966)
- Vaterländischer Verdienstorden in Silber (6. Mai 1955), in Gold (1967), Ehrenspange zum Vaterländischen Verdienstorden (1970)
- Verdienstmedaille der NVA (1970)
- Partisanenmedaille der Ungarischen Volksrepublik (1971)
- Stern der Völkerfreundschaft in Silber (1977)